# Strezeni
Strezeni – wieś w Rumunii, w okręgu Buzău, w gminie Tisău. W 2011 roku liczyła 600 mieszkańców.